# کوه موریا

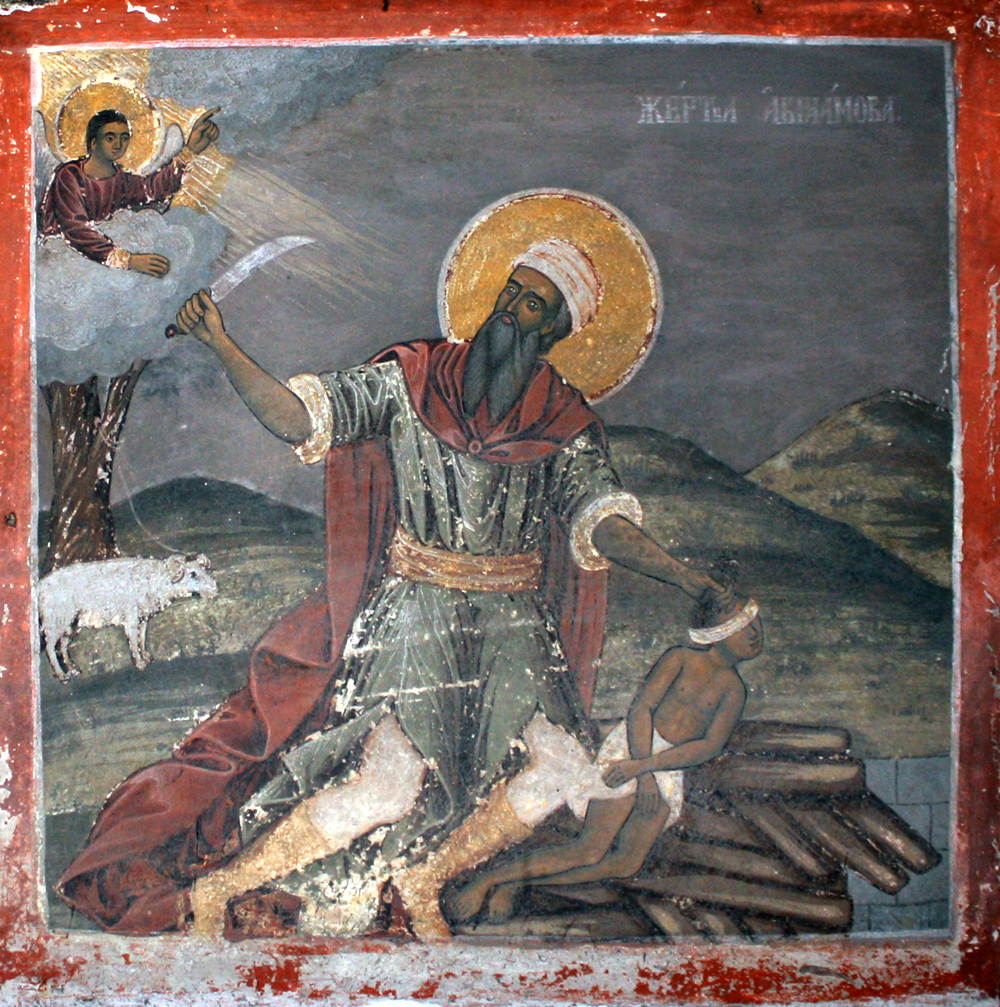
قربانی ابراهیم - نقاشی دیواری در کلیسای قدیمی رادوئیل. بلغارستان

موریا (به عبری: מוריה) همچنین معروف به «کوه موریا»، نام تپه‌ای است در اورشلیم که در سفر پیدایش به آن اشاره شده است.
بر باور یهودیان، سلیمان، پادشاه یهود و جانشین داود، بر روی تپه «موریا» در مرکز اورشلیم هیکل سلیمان را برپا ساخت.
کوه موریا، در روایات مذهبی جایی است که ابراهیم، قصد قربانی کردن فرزندش را داشت. در روایات اسلامی، خداوند به ابراهیم دستور داد پسرش «اسماعیل» را در کوه موریا قربانی کند. بر باور یهودیان نام این فرزند «اسحاق» بوده است.
همچنین بر باور برخی یهودیان، سنگ معراج که در مسجد قبةالصخره قرار دارد، از غار کوچکی در مرتفع‌ترین نقطه کوه موریا استخراج شده است.